# Kanton Limoges-Cité
Der Kanton Limoges-Cité war von 1973 bis 2015 ein französischer Wahlkreis im Arrondissement Limoges, im Département Haute-Vienne und in der Region Limousin.
Der Kanton bestand aus einem Teil der Stadt Limoges. Die Bevölkerungszahl betrug zum 1. Januar 2012 insgesamt 8135 Einwohner. 